# Io e Dio. Una guida dei perplessi
Io e Dio. Una guida dei perplessi è un saggio di Vito Mancuso pubblicato nel 2011.
È un ampio saggio che si sviluppa in oltre quattrocento pagine, in cui il teologo dichiara di voler parlare di Dio, non contro il mondo reale o separato da esso, ma con l'intento di tenere uniti  Dio e mondo, e di voler partire dalla libertà dell'uomo dove avviene l'incontro con Dio, contro chi vuole reprimerla sia nella forma dell'”autoritarismo religioso” che dello “scientismo negatore” consapevole che il proprium dell'uomo consiste nella capacità di “giungere” ad essere liberi. 
(Vito Mancuso- Io e Dio. Una guida dei perplessi. pag. 16)

## Tema
È un'opera di teologia fondamentale nel senso che riflette sul fondamento del “discorso umano su Dio”, nello stesso tempo però nella parte destruens sottopone a critica i contenuti dottrinali della fede definiti e custoditi dalla Chiesa, a cui segue, nella parte costruens, una nuova nozione di Dio che nasce dal “mistero” che ci circonda e dal “miracolo” del bene. In questo modo il teologo pensa che “la mente contemporanea possa tornare a pensare insieme Dio e il mondo, Dio e Io, come un unico sommo mistero, quello della generazione della vita, dell'intelligenza, della libertà, dei bene, dell'amore” .
Tutto questo è fatto rivolgendosi a quella parte di uomini, che il teologo chiama “perplessi”, che avverte di non poter più credere con cieca adesione come in passato ma nello stesso tempo non può fare a meno dello slancio verso la vita e il positivo del mondo che fa parte della naturale dimensione religiosa propria dell'uomo.  
I dieci capitoli si dividono in tre parti che possono raggrupparsi in questo modo: 
Capitoli 1-3: Fenomenologia della situazione odierna e dei concetti speculativi.
- 1. Perplessità.
- 2. Instrumenta laboris: vita; sacro; religione; fede; Dio.
- 3. Prove dimostrazioni argomenti: il dogma cattolico; gli argomenti a sostegno dell'esistenza di Dio; nessuna prova, nessuna dimostrazione, solo argomenti; disputa immaginaria col cardinale Ruini; che cosa si può conoscere di Dio mediante la ragione; il mondo delle prove razionali dell'esistenza di Dio; un'invenzione umana; sui diversi ateismi e sul rapporto fede-scienza; Excursus: La teoria delle stringhe e l'esistenza di Dio.

Capitoli 6-8: Analisi critica o pars destruens.
- 6. Non è la Chiesa: dal principio-autorità al principio-autenticità; la necessità di avere (e di aggiornare) una visione del mondo; un conto particolarmente salato; libertà religiosa e Santa Inquisizione; libertà di stampa e “Indice dei libri proibiti”; “La Bibbia al rogo”; altre voci del conto della storia; il primato della spiritualità.
- 7. Non è la Storia: storia della salvezza?; gli eventi storici della Bibbia ebraica; Gesù-Yeshua e Gesù-il-Cristo; approfondimento critico: gli studi storici su Gesù-Yeshua; la storicità della resurrezione; i Vangeli e il lungo processo per giungere a noi; quale Rivelazione.
- 8. Una dottrina che non va: il ruolo dell'autorità; statuto della verità e sindrome da primi della classe; la costruzione autoritaria della fede; il grande ma inutile lavoro della teologia contemporanea; poca chiarezza sull'atto di fede; analysis fidei; il male, il problema dei problemi; uno scisma non più sommerso e destinato ad accrescersi; valutazione teologico-spirituale.

Capitoli 4-5 e capitoli 9-10: Proposta personale o pars construens. 
- 4. Condizioni e stile: pulizia della mente, libero arbitrio; ek-sistenza; sentimento; Mistero; I quattro possibili tipi; protezione-progetto; verità e bellezza; grazia.
- 5. Il mio Dio: “Ma chi era quello che doveva uccidere suo figlio per ordine di Dio?”; custodire l'amore; filantropia.
- 9. Itinerario della mente verso Dio: la prima persona singolare; “Ma non senza di Lui”; perché credo; la vita come domanda; etica → religione; pensare a metà, pensare per intero;  una persona per bene; riassunto concettuale in 12 passi.
- 10. Una fede più umana: sull'intelligenza che si sottomette spontaneamente alla bellezza e alla verità; la fede non dogmatica; verità maggiore di dottrina; essere uomini.

## Edizioni
- Vito Mancuso, Io e Dio. Una guida dei perplessi, 2011, Garzanti